# Warszkowo (Sławno)
Koordinaten: 54° 21′ 57″ N, 16° 42′ 49″ O
Warszkowo (deutsch Alt Warschow) ist ein Dorf in der Landgemeinde Sławno (Schlawe) im Powiat Sławieński  (Schlawer Kreis) der polnischen Woiwodschaft Westpommern.

## Geographische Lage
Das Dorf liegt in Hinterpommern, etwa 22 Kilometer südöstlich der Ostsee-Hafenstadt Darłowo (Rügenwalde) und zwei Kilometer östlich der Kreisstadt Sławno (Schlawe). Nachbarorte  sind im Westen Sławno, im Norden Sławsko (Alt Schlawe) und Wrześnica (Freetz), im Osten Warszkówko (Neu Warschow) und Tychowo ((Wendisch) Tychow) und im Süden, jenseits der Wieprza (Wipper), Pomiłowo (Marienthal).
Die flachwellige Landschaft liegt meist auf einer Höhe von 35 Metern über NN. Das Urstromtal der  Wipper (Wieprza) schließt von Südwesten nach Nordwesten den OrtUnter polnischer Verwaltung  ein und bildet im Süden wie im Norden streckenweise die Ortsgrenze.

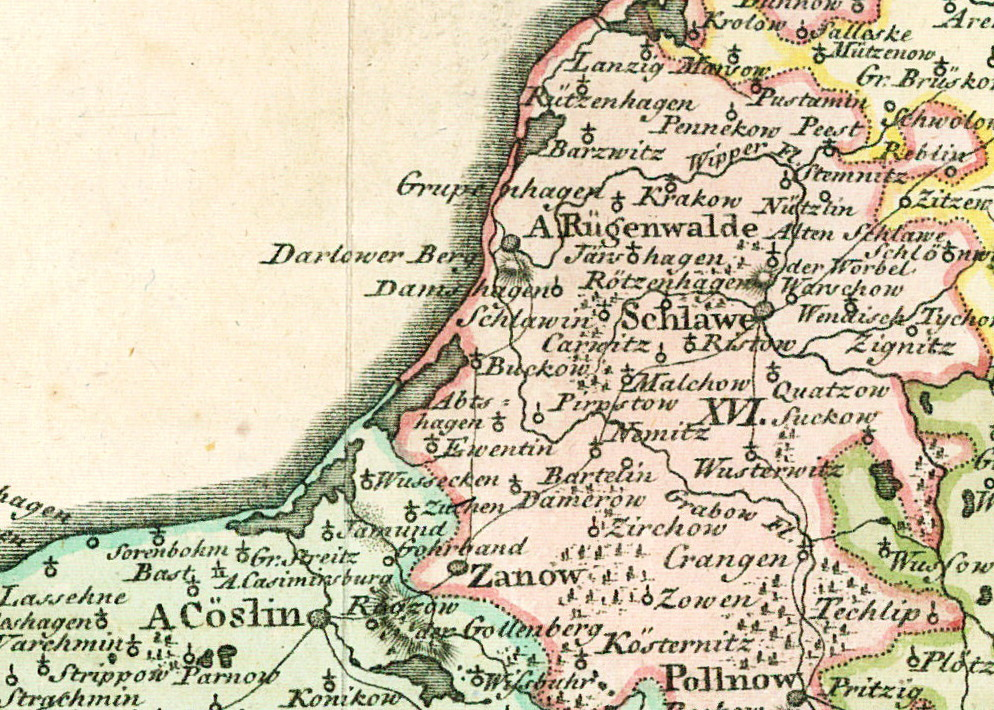
Warschow, südöstlich der Ostsee-Hafenstadt Rügenwalde und östlich der Kreisstadt Schlawe auf einer Landkarte von 1793

## Ortsname
Als frühere Ortsbezeichnungen kommen Warskow und Warschowe vor, danach Warschow und seit der Verselbständigung der ehemals zur Gemeinde gehörenden Siedlung Neu Warschow dann Alt Warschow. Der Name soll vom Gründer des Dorfes herrühren und Sitz des Wars bedeuten.

## Geschichte
Die erste urkundliche Erwähnung von Alt Warschow erfolgte am 28. März 1301, als Fürst Sambor III. von Rügen den Burggrafen Mattheus in Zlawena, der auf der Burg Alt Schlawe residierte, mit einigen Dörfern belehnte, darunter aus dem Gebiet Schlawe Pustamin, Kuhtz, Sellen und Warschow. Im Jahre 1330 verlieh der Swenzone Jasco von Schlawe das Dorf der Stadt Schlawe. 1333 erfolgte der Brückenbau über die Wipper unterhalb der Kuckucksmühle. Warschow war und blieb bis zu den Stein-Hardenbergschen Reformen zu Anfang des 19. Jahrhunderts ein Stadtdorf, nämlich ein Dorf im Lehnsbesitz der Stadt Schlawe.
Im Jahre 1677 wohnten in Warschow 31 Familien mit 99 Personen. 1784 gab es im Ort 1 Ackerwerk mit Schäferei, 1 Krug, 1 unterschlägige Wassermühle („Kuckucksmühle“), 1 Vorwerk („Hästerkathen“), 21 Bauern, 4 Kossäten, 1 Büdner und 1 Schulmeister mit zusammen 32 Feuerstellen. Der Ort wurde durch seine Imkerei berühmt, 1777 wurden 140 Bienenstöcke gezählt.
1818 lebten in Alt Warschow 372 Einwohner, 1864 waren es bereits 1064, deren Zahl 1895 bereits 1154 erreichte und 1939 schließlich 1186 umfasste.
Am 7. März 1945 wurde Alt Warschow im Zuge der Einnahme der Stadt Schlawe von der Roten Armee besetzt. Anschließend wurde Alt Warschow zusammen mit ganz Hinterpommern von der sowjetischen Besatzungsmacht gemäß dem Potsdamer Abkommen der Volksrepublik Polen zur Verwaltung unterstellt.  Bereits im Oktober 1945 erfolgten die ersten  „wilden“ Vertreibungen der einheimischen Bevölkerung durch das kommunistische polnische Regime. Im Herbst 1946 waren die meisten ehemaligen Einwohner vertrieben. Unter polnischer Verwaltung erhielt Alt Warschow die polnische Ortsbezeichnung Warszkowo. Der Ort ist heute ein Teil der Gmina wiejska Sławno im Powiat Sławieński der Woiwodschaft Westpommern. Bis 1998 gehörte er zu der damaligen Woiwodschaft Stolp.

### Demographie
| Jahr | Einwohner | Anmerkungen                                                                                   |
| ---- | --------- | --------------------------------------------------------------------------------------------- |
| 1818 | 362       | Dorf und Vorwerk, in königlichem Besitz                                                       |
| 1852 | 815       | [ 2 ]                                                                                         |
| 1864 | 1064      | am 3. Dezember, einschließlich des Vorwerks, auf einer Gesamtfläche von 4974 bzw. 2413 Morgen |
| 1867 | 1141      | am 3. Dezember                                                                                |
| 1871 | 1128      | am 1. Dezember, sämtlich Evangelische                                                         |
| 1895 | 1154      |                                                                                               |
| 1910 | 1189      | am 1. Dezember                                                                                |
| 1925 | 1184      | [ 7 ]                                                                                         |
| 1933 | 1195      | [ 7 ]                                                                                         |
| 1939 | 1186      | [ 7 ]                                                                                         |

## Amtsbezirk Warschow
Alt Warschow bildete, als bevölkerungsmäßig zweitgrößte Gemeinde des Kreises, vor 1945 den eigenen Amtsbezirk Warschow mit dem Standesamt Warschow. Es war dem Amtsgericht Schlawe zugeordnet. Das Dorf lag im Landkreis Schlawe i. Pom. im Regierungsbezirk Köslin der preußischen Provinz Pommern.

## Ortsgliederung bis 1945
Das Gemeindegebiet von Alt Warschow umfasste vor 1945 neun Wohnplätze bzw. Ortschaften:
1. Abdeckerei (polnisch: Mokra), Gehöfte, 1,5 Kilometer nördlich des Dorfes
2. Anlage (polnisch: Okole, heute: Warszkowo-Kolonia), Siedlung, die nach 1945 ausgebaut wurde, 1 Kilometer südlich von Warszowo, nördlich des früher so genannten Großen Kuhmoors, an der Straße, die aus dem Dorf südlich abzweigt und in einem Bogen zur Woiwodschaftsstraße 209 führt.
3. Fuchsberg (Kłodno), Bauerngehöft, 2 Kilometer südlich des Dorfes, mit Schneidemühle
4. Grünhof (Oleszno), Bauerngehöft, 400 Meter nördlich des Ortsausganges Richtung Hästerkathen
5. Hästerkathen (Podlaski), Bauernhof, ehemaliges Vorwerk der Stadt Schlawe seit etwa 1527, zwischen 1820 und 1920 beliebtes Ausflugslokal
6. Kuckucksmühle (Kukułka), alte Wassermühle am Mühlenbach (Ściegnica), der extra für diesen Zweck in 4 Kilometer Länge auf Tychower Gebiet aus der Wipper abgeleitet ist, stammt wohl aus dem Mittelalter
7. Rotes Haus (Uliszki), Bauernhof und Imkerei
8. Schützenhaus, 1928/1929 errichtetes Gebäude mit Saal bis zu 2500 Personen, mit 38 Ständern bei 150 Metern Länge der größte Schießstand Pommerns
9. Windmühle, an der Chaussee nach Tychow (Tychowo), 500 Meter östlich des Ortsausgangs vor dem Abzweig nach Neu Warschow (Warszkówko), außerdem zwei Bauerngehöfte

## Kirche

### Evangelische Kirche
Trotz der großen Einwohnerzahl hatte Alt Warschow vor 1945 keine eigene Kirche, sondern war mit Neu Warschow, Alt Bewersdorf, Neu Bewersdorf und Coccejendorf nach Schlawe eingepfarrt. Damit gehörte der Ort zum Kirchenkreis Schlawe der Kirchenprovinz Pommern der Evangelischen Kirche der Altpreußischen Union.

### Römisch-katholische Kirche
Heute ist die Bevölkerung überwiegend römisch-katholischer Konfession. Der kirchliche Bezug nach Sławno bestand weiterhin bis zum Jahre 1998. Am 28. August 1998 wurde Warszkowo eine selbständige Pfarrei, in die die Filialgemeinde Wrześnica (Freetz) mit Noskowo (Notzkow) einbezogen wurde. Die Parochie mit ca. 2600 Gemeindegliedern gehört zum Dekanat Sławno im römisch-katholischen Bistum Köslin-Kolberg.

## Schule

### Schulgeschichte
In der vierklassigen Volksschule wurden vor 1945 240 Kinder unterrichtet. Das Schulhaus mit Lehrerwohnung war das ehemalige Gutshaus des städtischen Ackerhofes. Seit 1928 gab es im Schulgebäude noch einen Kindergarten. Die Namen der letzten deutschen Lehrer sind Ginow und Georg Küsel.

## Verkehr
Warszkowo liegt an der polnischen Landesstraße 6 (ehemals deutsche Reichsstraße 2, heute auch Europastraße 28) Danzig–Stettin nahe dem Abzweig der Woiwodschaftsstraße 209 nach Bytów (Bütow). Die nächste Bahnstation ist Sławno an den PKP-Linien Nr. 202 (Danzig–Stargard) und Nr. 418 (Darłowo–Korzybie (Rügenwalde–Zollbrück)).